# Susan de Vere
Lady Susan de Vere, contessa di Pembroke e contessa di Montgomery (26 maggio 1587 – 27 gennaio 1629), è stata una nobildonna inglese.

## Biografia
Lady Susan era la più giovane figlia di Edward de Vere, XVII conte di Oxford, e di sua moglie, Lady Anne Cecil, figlia dello statista William Cecil, I barone Burghley, capo consigliere della regina Elisabetta I ed esponente di spicco del suo Consiglio privato.
Quando aveva un anno sua madre morì. Lei e le sue sorelle vissero a casa del nonno materno, dove ricevettero un'ottima educazione. Nel 1591 il padre di Susan si sposò per la seconda volta con Elizabeth Trentham. Nel 1603 entrò a far parte dell'entourage della regina Anna. Il 1º gennaio 1604 durante The Masque of Indian and China Knights debuttò a corte e incontrò il suo futuro marito.

## Matrimonio
Poco dopo la morte del padre, il 27 dicembre 1604, Susan sposò Philip Herbert, IV conte di Pembroke (1584-1649). Herbert era un cortigiano e politico inglese durante il regno di Giacomo I e Carlo I. Il principe Enrico e il duca di Holstein la scortarono alla cappella e Giacomo I l'accompagnò all'altare. L'ambasciatore veneziano Nicolò Molin scrisse che si era organizzato un banchetto, ma poi il ballo fu annullato a causa della folla. Dopo cena una rappresentazione di Giunone e Imeneo è stata messa in scena nella sala del Palazzo di Whitehall dai cortigiani. A corte, recitò la parte di "Flora" in The Vision of the Twelve Goddesses l'8 gennaio 1604, "Malacia" in The Masque of Blackness il 5 gennaio 1605, e il 5 giugno 1610 ballò al Palazzo di Whitehall come "Nymph di Severn" nella festa in maschera di Teti.
Un anno dopo il matrimonio, fu creato barone Herbert di Shurland e I conte di Montgomery.
Ebbero sette figli:
- Lady Anna Sophia Herbert (?-1695)[6], sposò Robert Dormer, I conte di Carnarvon, ebbero un figlio;
- John Herbert;
- James Herbert, Lord Herbert di Shurland (luglio 1616-26 agosto 1617);
- Henry Herbert, Lord Herbert di Shurland (19 marzo 1617-2 aprile 1618);
- Charles Herbert, Lord Herbert di Shurland (20 agosto 1619-gennaio 1635/36);
- Philip Herbert, V conte di Pembroke (20 febbraio 1621-11 dicembre 1669);
- Lord James Herbert (1623-1677)[7], sposò in prime nozze Jane Spiller, ebbero una figlia, e in seconde nozze Lady Catherine Osborne, ebbero una figlia.

## Morte
Morì di vaiolo il 27 gennaio 1629 e fu sepolta nell'Abbazia di Westminster, a Londra.

## Ascendenza
|                                      |               |                    | Genitori            |  |  | Nonni |  |  | Bisnonni                         |  |  | Trisnonni    |  |
|                                      |               |                    |                     |  |  |       |  |  | John de Vere, XV conte di Oxford |  |  | John de Vere |  |
|                                      |               |                    |                     |  |  |       |  |  | John de Vere, XV conte di Oxford |  |  | John de Vere |  |
|                                      |               | Alice Kilrington   |                     |  |  |       |  |  | John de Vere, XV conte di Oxford |  |  |              |  |
| John de Vere, XVI conte di Oxford    |               |                    |                     |  |  |       |  |  | John de Vere, XV conte di Oxford |  |  |              |  |
|                                      |               | Elizabeth Trussell | Edward Trussel      |  |  |       |  |  |                                  |  |  |              |  |
|                                      |               | Elizabeth Trussell | Edward Trussel      |  |  |       |  |  |                                  |  |  |              |  |
|                                      |               | Elizabeth Trussell | Margaret Dun        |  |  |       |  |  |                                  |  |  |              |  |
| Edward de Vere, XVII conte di Oxford |               | Elizabeth Trussell |                     |  |  |       |  |  |                                  |  |  |              |  |
|                                      |               | John Golding       | Thomas Golding      |  |  |       |  |  |                                  |  |  |              |  |
|                                      |               | John Golding       | Thomas Golding      |  |  |       |  |  |                                  |  |  |              |  |
|                                      |               | John Golding       | Elizabeth Worthey   |  |  |       |  |  |                                  |  |  |              |  |
| Margery Golding                      |               | John Golding       |                     |  |  |       |  |  |                                  |  |  |              |  |
|                                      |               | Elizabeth Towe     | Thomas Towe         |  |  |       |  |  |                                  |  |  |              |  |
|                                      |               | Elizabeth Towe     | Thomas Towe         |  |  |       |  |  |                                  |  |  |              |  |
|                                      |               | Elizabeth Towe     | …                   |  |  |       |  |  |                                  |  |  |              |  |
| Susan de Vere                        |               | Elizabeth Towe     |                     |  |  |       |  |  |                                  |  |  |              |  |
|                                      | Richard Cecil | David Cecil        |                     |  |  |       |  |  |                                  |  |  |              |  |
|                                      | Richard Cecil | David Cecil        |                     |  |  |       |  |  |                                  |  |  |              |  |
|                                      | Richard Cecil | Alice Dickons      |                     |  |  |       |  |  |                                  |  |  |              |  |
| William Cecil, I barone Burghley     | Richard Cecil |                    |                     |  |  |       |  |  |                                  |  |  |              |  |
|                                      |               | Jane Heckington    | William Heckington  |  |  |       |  |  |                                  |  |  |              |  |
|                                      |               | Jane Heckington    | William Heckington  |  |  |       |  |  |                                  |  |  |              |  |
|                                      |               | Jane Heckington    | Anne Alice Walcot   |  |  |       |  |  |                                  |  |  |              |  |
| Anne Cecil                           |               | Jane Heckington    |                     |  |  |       |  |  |                                  |  |  |              |  |
|                                      |               | Anthony Cooke      | John Cooke          |  |  |       |  |  |                                  |  |  |              |  |
|                                      |               | Anthony Cooke      | John Cooke          |  |  |       |  |  |                                  |  |  |              |  |
|                                      |               | Anthony Cooke      | Alice Saunders      |  |  |       |  |  |                                  |  |  |              |  |
| Mildred Cooke                        |               | Anthony Cooke      |                     |  |  |       |  |  |                                  |  |  |              |  |
|                                      |               | Anne FitzWilliam   | William Fitzwilliam |  |  |       |  |  |                                  |  |  |              |  |
|                                      |               | Anne FitzWilliam   | William Fitzwilliam |  |  |       |  |  |                                  |  |  |              |  |
|                                      |               | Anne FitzWilliam   | Anne Hawes          |  |  |       |  |  |                                  |  |  |              |  |
|                                      |               | Anne FitzWilliam   |                     |  |  |       |  |  |                                  |  |  |              |  |